# غاري توماس
غاري توماس (8 نوفمبر 1958 - ) (بالإنجليزية: Gary Thomas)‏ هو لاعب كريكت جنوب أفريقي.